# Václav Postránecký
Václav Postránecký (ur. 8 września 1943 w Pradze, zm. 7 maja 2019) – czeski aktor, reżyser i pedagog teatralny.
Stworzył ponad sto osiemdziesiąt ról filmowych bądź telewizyjnych.
Występował w różnych teatrach (Slovácké divadlo, Teatry Miejskie w Pradze, teatr w Brnie). Był związany z Teatrem Narodowym w Pradze.
Pracował również w dubbingu. W 2005 roku otrzymał nagrodę Františka Filipovskiego, honorującą osoby zasłużone dla tej dziedziny.